# Tomás Ó Criomhthain
Tomás Ó Criomhthain (també anglitzat com a Thomas O'Crohan; 1856–1937) fou un nadiu de la zona parlant de gaèlic irlandès An Blascaod Mór, a 3 kilòmetres de la costa del comtat de Kerry a Irlanda. Va escriure dos llibres, Allagar na h-Inise (Xerrada travessant l'illa) escrita en el període 1918–1923 i publicada el 1928, i An t-Oileánach (L'illenc), completada el 1923 i publicada el 1929. Ambdues han estat traduïdes a l'anglès. La traducció de 2012 per Garry Bannister i David Sowby és fins a la data l'única versió completa disponible en anglès (les versions anteriors eren considerades poc acurades).

## Escrits
Va començar a escriure les seves experiències en cartes diàries en els anys posteriors a la Primera Guerra Mundial gràcies a l'encoratjament persistent de Brian Ó Ceallaigh de Killarney. Ó Ceallaigh va vèncer la reticència inicial d'Ó Criomhthain mostrant-li escrits de Maksim Gorki i Pierre Loti on es descriu la vida de camperols i pescadors i que despertaren l'interès d'Ó Criomhthain. Un cop persuadit, Ó Criomhthain envià Ó Ceallaigh sèries de cartes diàries durant cinc anys (un diari) series of daily letters for five years – a diary – que aquest va remetre a l'escriptor i acadèmic Pádraig "An Seabhac" Ó Siochfhradha per a la seva edició i publició. Ó Ceallaigh aleshores convencé Criomhthain d'escriure la seva biografia i obra més coneguda, An t-Oileánach.

## Família
Ó Criomhthain tenia quatre germanes, Maura, Kate, Eileen i Nora, i un germà, Pats. La seva personalitat estava ben fonamentada en l'afecte íntim i en el respecte als seus pares, que van viure fins a edat molt avançada. L'única, menor manca d'harmonia era entre ell mateix i Nora, qui era cinc anys més gran que ell. Ella era la favorita de la família fins que Tomás arribà “inesperadament”. La gelosia d'ella provocà fricció entre ells.
Es casà amb Máire Ní Chatháin en 1878. Va tenir deu fills però la majoria van morir abans d'arribar a l'edat adulta, Un dels nens va caure d'un penya-segat mentre intentava caçar una gavina per a tenir-la com a mascota; altres van morir de xarampió i tos ferina. El seu fill Domhall es va ofegar al mar mentre intentava salvar una dona; altres foren víctimes de diverses desgràcies. La mateixa Máire va morir quan encara era relativament jove. El seu fill Seán també va escriure un llibre, Lá dar Saol (Un dia en la nostra vida), descrivint l'emigració cap a Amèrica i Irlanda dels illencs que quedaven a la Gran Blasket, abandonada entre 1940 i 1950.

## Educació
Ó Criomhthain va rebre una educació intermitent entre els 10 i els 18 anys cada vegada que un mestre d'escola anava a viure a l'illa. Els mestres eren generalment dones joves que tornaven a l'illa gran quan rebien propostes de matrimoni. Va tenir una infantesa llarga amb una llibertat envejable de monotonia, sense els constants confinaments a les aules o programes avorrits amb deures dels que es va lliurar per tenir cinc germans més grans.

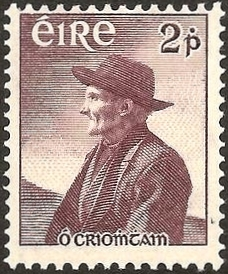
Ó Criomhthain en un segell irlandès.

## Obres
- Allagar na hInise, ISBN 1-85791-131-8 (gaèlic irlandès)
- Allagar 11, Coiscéim 1999 Edited by Pádraig Ua Maoileoin
- An tOileánach, Cló Talbóid 2002, ISBN 0-86167-956-3 (gaèlic irlandès)

Traduccions a l'anglès
- Island Cross-Talk: Pages from a Diary, traduït per Tim Enright; Oxford University Press, 1987; ISBN 0-19-212252-5
- The Islandman, traduït per Robin Flower; Oxford, Clarendon Press, 1951; ISBN 0-19-815202-7